# ベンゾピナコール
ベンゾピナコールは、ジオールに分類される有機化合物の一種。

## 調製
ベンゾピナコールは、ベンゾフェノンと2-プロパノールから製造することができる。

## 応用
ベンゾピナコールはベンゾピナコロンの製造や重合開始剤に利用される。

## 文献
- Günther O. Schenck, Günther Matthias, Martin Pape, Manfred Cziesla, Günther Von Bünau (1968年12月31日), "Ionische und radikalische Spaltungsreaktionen des Benzpinakols", Justus Liebigs Annalen der Chemie (ドイツ語), vol. 719, no. 1, pp. 80-95, doi:10.1002/jlac.19687190111。